# 文慶建
文 慶建（ムン・キョンゴン、朝鮮語: 문경건 1995年2月9日 - ）は大韓民国・釜山広域市出身のプロサッカー選手。Jリーグ・大分トリニータ所属。ポジションはゴールキーパー。

## 来歴

### プロ入り前
小学校4年時にサッカーを始めた。当初のポジションはミッドフィールダーであったが、同年代より身長が高かった事を理由にゴールキーパー（GK）を任された。文をフィールドプレーヤーとして育てたかった父親からは反対されたが、プレーを始めて直ぐにGKというポジションに対して魅力を感じた。その後もGKとしてプレーを続け、トーナメントの度にPKをよく防いだことから、「PKに強いGK」と呼ばれるようになり、評価を高めた。
2014年に光云大学校に入学し同校サッカー部に入部。光云大にはGKコーチが在籍していなかったが、練習が休みとなる週末に龍仁大学校のGKコーチに個人指導を受けていた。

### プロ入り後
光云大に入学後から本格的にJリーグ入りを志向し、当時ベガルタ仙台に所属したキム・ミンテの出場試合を観た際の雰囲気に惹かれ、「1歳でも若い時にチャレンジしたい」という思いを持った。2017年8月3日、Jリーグ・大分トリニータに加入。同年は公式戦出場機会は無かった。
加入2年目の2018年はJ2第13節・アルビレックス新潟戦にて公式戦初のベンチ入りを経験すると、同試合から数えて公式戦5試合目の天皇杯2回戦・レノファ山口FC戦にて、先発出場でプロデビューを果たした。
チームがJ1に復帰した2019年は公式戦出場無しに終わったが、2020年8月5日のルヴァン杯第2節・ガンバ大阪戦でのプレーが評価されると、続く8月8日のJ1第9節・川崎フロンターレ戦にて先発に起用され、Jリーグ初出場を果たした。この試合以降は高木駿から一時レギュラーポジションを奪い、リーグ戦17試合に出場した。
兵役を務めるために2020年限りで大分を退団。2021年、Kリーグ1所属の大邱FCに加入した。しかし、肩の負傷により戦線を離脱。リーグ戦わずか2試合の出場にとどまり、7月20日に契約を解除した。
2021年7月20日、Kリーグ2・安山グリナースFCに加入することが発表された。2022年からは済州ユナイテッドFCに一旦移籍した上で、兵役により金泉尚武FCに加入し2年間プレーした。
2024年、大分トリニータに完全移籍で4年ぶりに復帰した。

## 所属クラブ
- 釜山金井小学校[3]
- 昌寧中学校
- 釜慶高等学校
- 2014年 - 2017年8月  光云大学校
- 2017年8月 - 2020年  大分トリニータ
- 2021年 - 同年7月  大邱FC
- 2021年7月 - 同年12月  安山グリナースFC
- 2022年 - 2023年  済州ユナイテッドFC
  - 2022年 - 2023年  金泉尚武FC（兵役）
- 2024年 -  大分トリニータ

## 個人成績
| 国内大会個人成績 | 国内大会個人成績 | 国内大会個人成績 | 国内大会個人成績 | 国内大会個人成績 | 国内大会個人成績 | 国内大会個人成績 | 国内大会個人成績 | 国内大会個人成績 | 国内大会個人成績 | 国内大会個人成績 | 国内大会個人成績 |
| 年度             | クラブ           | 背番号           | リーグ           | リーグ戦         | リーグ戦         | リーグ杯         | リーグ杯         | オープン杯       | オープン杯       | 期間通算         | 期間通算         |
| 年度             | クラブ           | 背番号           | リーグ           | 出場             | 得点             | 出場             | 得点             | 出場             | 得点             | 出場             | 得点             |
| 日本             | 日本             | 日本             | 日本             | リーグ戦         | リーグ戦         | リーグ杯         | リーグ杯         | 天皇杯           | 天皇杯           | 期間通算         | 期間通算         |
| ---------------- | ---------------- | ---------------- | ---------------- | ---------------- | ---------------- | ---------------- | ---------------- | ---------------- | ---------------- | ---------------- | ---------------- |
| 2017             | 大分             | 22               | J2               | 0                | 0                | -                | -                | -                | -                | 0                | 0                |
| 2018             | 大分             | 22               | J2               | 0                | 0                | -                | -                | 1                | 0                | 1                | 0                |
| 2019             | 大分             | 22               | J1               | 0                | 0                | 0                | 0                | 0                | 0                | 0                | 0                |
| 2020             | 大分             | 22               | J1               | 17               | 0                | 1                | 0                | -                | -                | 18               | 0                |
| 韓国             | 韓国             | 韓国             | 韓国             | リーグ戦         | リーグ戦         | リーグ杯         | リーグ杯         | FA杯             | FA杯             | 期間通算         | 期間通算         |
| 2021             | 大邱             | 27               | K1               | 2                | 0                | -                | -                | 0                | 0                | 2                | 0                |
| 2021             | 安山             |                  | K2               | 3                | 0                | -                | -                | -                | -                | 3                | 0                |
| 2022             | 金泉尚武         |                  | K1               | 0                | 0                | -                | -                | 0                | 0                | 0                | 0                |
| 2023             | 金泉尚武         |                  | K2               | 3                | 0                | -                | -                | 1                | 0                | 4                | 0                |
| 日本             | 日本             | 日本             | 日本             | リーグ戦         | リーグ戦         | リーグ杯         | リーグ杯         | 天皇杯           | 天皇杯           | 期間通算         | 期間通算         |
| 2024             | 大分             | 22               | J2               | 14               | 0                | 0                | 0                | 3                | 0                | 17               | 0                |
| 2025             | 大分             | 22               | J2               |                  |                  |                  |                  |                  |                  |                  |                  |
| 通算             | 日本             | 日本             | J1               | 17               | 0                | 1                | 0                | 0                | 0                | 18               | 0                |
| 通算             | 日本             | 日本             | J2               | 14               | 0                | -                | -                | 4                | 0                | 18               | 0                |
| 通算             | 韓国             | 韓国             | K1               | 2                | 0                | -                | -                | 0                | 0                | 2                | 0                |
| 通算             | 韓国             | 韓国             | K2               | 6                | 0                | -                | -                | 1                | 0                | 7                | 0                |
| 総通算           | 総通算           | 総通算           | 総通算           | 39               | 0                | 1                | 0                | 5                | 0                | 45               | 0                |

- 公式戦初出場 - 2018年6月6日 天皇杯2回戦 レノファ山口FC戦（維新みらいふスタジアム）
- Jリーグ初出場 - 2020年8月8日 J1第9節 川崎フロンターレ戦（等々力陸上競技場）

## タイトル

### クラブ
光云大学校
- Uリーグ王中王戦：1回（2014年）

## 代表歴
- U-16韓国代表
  - 2010年
- U-22韓国代表
  - 2016年
- U-23韓国代表
  - 2017年
- ユニバーシアード韓国代表
  - 台北大会（2017年）